# Glimmingehus
Glimmingehus er en middelalderborg uden for Simrishamn i det sydøstlige Skåne. Det er den bedst bevarede danske middelalderborg.
Borgen blev bygget af Jens Holgersen Ulfstand, mens han sad som statholder på Gotland. Vi ved på dato, hvornår han gik i gang med byggeriet. Det står på en tavle i Valby kirke:
| Citat | Anno 1499 den 1. may lagde Iens Holger Ulfstand, ridder rigzadmiral lehnsmand paa Gulland, Glimminge faste steenhuus grund, døde anno 1523 jorded her med sin anden frve Margareta Trolle, og hafver welbaarne Mons Rosenkrantz bekosted denne steen til en ihukommelse anno 1651. | Citat |
|       | |       |

Under Skånske Krig befalede Karl XI, at borgen skulle rives ned. En arbejdsstyrke på tyve mænd skulle rive ned, men inden de nåede at bore krudt ind i de 2,5 meter tykke mure, løb en dansk flåde ind i Ystads havn, og de luskede af.

## Ejere af Glimmingehus
| - ca. 1350-? Jens Holgersen Ugerup - 1435-? Henrik Gertsen Ulfstand - ?-1485 Holger Henriksen Ulfstand (søn) - 1485-1523 Jens Holgersen Ulfstand (søn) - 1523-1558 Børge Jensen Ulfstand (søn) - 1558 Margrethe Børgesdatter Ulfstand (datter) - 1558-1591 Erik Axelsen Rosenkrantz (ægtemand) - 1591-1630 Axel Eriksen Rosenkrantz (søn) - 1630-1647 Holger Rosenkrantz "den rige" (søn) - 1647-1695 Mogens (Holgersen) Rosenkrantz (søn) - 1695-1709 Holger (Mogensen) Rosenkrantz (søn) - 1709-1720 Beslaglagt af den svenske krone under Den Store Nordiske Krig og forlenet til Johan August Meijerfelt - 1709 Det rosenkrantzske fideikommis | - 1713-1725 Anders (Mogensen) Rosenkrantz (bror til Holger) - 1725-ca. 1730 Holger (Andersen) Rosenkrantz (søn) - ca. 1730-1736 Christina Piper - 1736-1739 Joachim Beck-Friis og Corfitz Ludvig Beck-Friis - 1739-1761 Corfitz Ludvig Beck-Friis (eneejer) - 1761-1797 Joachim Beck-Friis (søn) - 1797-1798 Corfitz Ludvig Beck-Friis (bror) - 1798 Jacob Kjell Bennet (købet går tilbage) - 1798-1834 Corfitz Ludvig Beck-Friis - 1834 C. M. Lundgren - 1834-1879 Tage Ludvig Sylvan (svigersøn) - 1879-1923 Jenny Adèle Frederique Rosenkrantz (født Sylvan) (datter) - 1924- Den svenske stat |